# مسجد نظام الدولة
مسجد نظام‌ الدولة هو مسجد تاريخي يعود إلى عصر القاجاريون، ويقع في طهران.